# Психолог
Психо́лог (др.-греч. ψυχή — душа, λόγος — знание) — специалист, занимающийся изучением проявлений, способов и форм организации психических явлений личности в различных областях человеческой деятельности для решения научно-исследовательских и прикладных задач, а также с целью оказания психологической помощи, поддержки и сопровождения.

Психолог, как правило, имеет завершенное высшее психологическое образование или прошёл переподготовку на базе высшего образования по специальности «Психология». У него могут быть следующие квалификации: «бакалавр», «психолог», «магистр» по направлению подготовки «психология» и «клиническая психология».
Психические явления, изучаемые психологом, включают в себя психические процессы, свойства и состояния личности в таких областях человеческой деятельности как система здравоохранения, образование, сферы профессиональной деятельности, бизнеса, спорта, искусства, а также система социальной помощи и поддержки и другого.

## Классификация
Существует следующее условное разделение: 
- Психолог-теоретик/исследователь. Занимается изучением, исследованием и выявлением закономерностей, психологических механизмов, разработкой теорий.
- Психолог-практик. Лев Семёнович Выготский - советский детский психолог Занимается применением профессиональных знаний, умений и навыков на практике. Психологи-практики, как правило, имеют какую-то специализацию в соответствии с той сферой деятельности, в которой они практикуют (например, детский психолог, клинический психолог, спортивный психолог).

- Преподаватель психологии.

Обычно относят к теоретикам, хотя имеет смысл выделить это направление психологической деятельности отдельно. Потому что преподаватель, помимо преподавательской деятельности, имеет возможности для научно-исследовательской деятельности и практической работы (психологическое консультирование, тренинги и практические семинары), а также для решения задач прикладного характера (разработка и /или выполнение психологических продуктов[неизвестный термин] на заказ, в образовательном учреждении или вне его стен).

## В России
Главные различия психолога от психиатра в Российской Федерации — России состоят в следующем:
- В России психолог — не врач, соответственно не ставит медицинских диагнозов, не выписывает и не назначает лекарственных препаратов. В медицинском учреждении, взаимодействуя с врачом-психиатром, клинический психолог проводит необходимые психодиагностические, психокоррекционные, реабилитационные и психопрофилактические мероприятия, а также участвует в проведении психотерапии и мероприятиях по психологическому обеспечению лечебно-диагностического процесса[1].
- В большинстве развитых государств и стран к психологам относят работников медицинских и образовательных учреждений, обладающих специальной лицензией, либо учёных, занимающихся исследованиями в области психологии.
- Деятельность психолога вне медицинских учреждений в России не лицензируется, то есть для того, чтобы практиковать, ему достаточно диплома.

В основном, к психологу обращаются в таких случаях как:
- травматические и стрессовые ситуации: смерть родных и близких, развод, насилие, тяжёлое заболевание и тому подобное, а также беременность, рождение ребёнка, переезд на новое место жительства, переход на новую работу и др.;
- когда человек испытывает различные трудности и проблемы в ситуациях общения и взаимодействия с другими людьми (родными, близкими, детьми и т. д.);
- когда есть какие-то телесные симптомы или психосоматические заболевания (например, нейродермит, вегетососудистая дистония, синдром хронической усталости и другие);
- когда человек испытывает ощущение, что «что-то не так» с ним или с его окружением, и у него есть желание поменять свою жизнь к лучшему;
- а также любые другие причины, требующие поддержки или помощи со стороны.